# Jim Galanes
James Barrett Galanes, né le 28 août 1956 à Brattleboro, Vermont, est un ancien fondeur et combiné américain. Il a été champion des États-Unis de combiné à trois reprises, de 1976 à 1978.